# Parker (Arizona)
Parker város az USA Arizona államában. Lakosainak száma 3417 fő (2020. április 1.).

## Népesség
A település népességének változása:
| Lakosok száma | 3140 | 3083 | 3417 |
|               | 2000 | 2010 | 2020 |